# Mats Larsson (översättare)
Mats Anders Larsson, född 15 juli 1957 i Allerum, är en svensk språkvetare och översättare.
Larsson disputerade 1992 i nordiska språk och är knuten till Tolk- och översättarinstitutet, som organisatoriskt är en del av Institutionen för svenska och flerspråkighet vid Stockholms universitet. Han översätter från tjeckiska och bland de författare han översatt märks Bohumil Hrabal. Tillsammans med översättarna Tora Hedin och Lova Meister driver han också Aspekt förlag som sedan 2010 ger ut samtida tjeckisk litteratur.

## Översättningar
- 1988 – Bohumil Hrabal, När seklet var kort (Postřižiny), Pegas, ISBN 91-7784-010-0
- 1989 – Markéta Prachatická, Sagan om den lilla katten, den lilla musen och den lilla hönan (O kočičce, myšičce a červené slepičce), Pegas, ISBN 91-7784-035-6
- 1990 – Bohumil Hrabal, Novemberorkanen (Listopadový uragán + Živoucí řetězy), Charta 77-stiftelsen
- 1990 – Štěpán Zavřel, Det sista trädet (Der letzte Baum), Pegas, ISBN 91-7784-067-4
- 1991 – Miloslav Topinka, Martins rymdfärd (Martin a hvĕzda), Pegas, ISBN 91-7784-068-2
- 1992 – Bohumil Hrabal, Danslektioner för äldre och försigkomna (Taneční hodiny pro starší a pokročilé), Orbis Pictus, ISBN 91-88283-05-4
- 1998 – Jiří Levý, Konsten att översätta (Umění překladu), Natur & Kultur, ISBN 91-27-07249-5
- 2002 – Bohumil Hrabal, Harlekins millioner (Harlekýnovy milióny), Östlings Bokförlag Symposion, ISBN 91-7139-574-1
- 2005 – Patrik Ouředník, Europeana: Kortfattad historia om nittonhundratalet (Europeana. Stručné dějiny dvacátého věku), Natur & Kultur, ISBN 91-27-11033-8
- 2006 – Bohumil Hrabal, Den ljuva sorgen (Krasosmutnění), Östlings Bokförlag Symposion, ISBN 91-7139-752-3
- 2007 – Bohumil Hrabal, Breven till Dubenka (Listopadový uragán + Ponorné říčky), Ruin (bokförlag)\Ruin, ISBN 978-91-85191-31-4
- 2008 – Jana Witthed, Kristallandets skeppsbrutna (Trosečníci křišťálové země), Östlings Bokförlag Symposion, ISBN 978-91-7139-826-0
- 2009 – Tjeckien berättar: i sammetens spår (femton noveller), Bokförlaget Tranan, ISBN 978-91-86307-04-2
- 2010 – Emil Hakl, Föräldrar och barn (O rodičích a dětech), Aspekt förlag, ISBN 978-91-979100-1-9
- 2012 – Jan Balabán, Fråga pappa (Zeptej se táty), Aspekt förlag, ISBN 978-91-979100-4-0
- 2014 – Bohumil Hrabal, Den lilla staden där tiden stannade (Městečko, kde se zastavil čas), Aspekt förlag, ISBN 978-91-979100-6-4